# Klaus Santanius
Klaus Santanius (* 21. August 1958) ist ein deutscher ehemaliger Fußballspieler.

## Karriere
Santanius stieg mit Ende der Saison 1976/77 aus der Jugend des FC Schalke 04 auf in den Profibereich. In der Nordgruppe der damals zweigleisigen 2. Fußball-Bundesliga absolvierte der Abwehrspieler in der Spielzeit 1978/79 laut der Online-Datenbank Weltfussball.de zehn Spiele. Die deutsche Website Transfermarkt.de führt ihn anschließend als Spieler von Westfalia Herne, nennt allerdings kein Ende seines Engagements bei den Westfalen.

## Erfolge
- Deutscher Meister der A-Junioren: 1976

## Sonstiges
Zwischen 1974 und 1980 war er zusammen mit Martin Haskamp (BW Lohne später Werder Bremen), Uwe Höfer (Adler Buldern später FC Schalke 04), Werner Schmied (SV Bernried) und Hans-Dieter Wacker (SKV Büttelborn später Eintracht Frankfurt) Held der Langzeitdokumentation „Der Rasen ihrer Träume“, die jeweils im Dreijahresabstand vom Karriereverlauf der Nachwuchsfußballer berichtet.
Später war Santanius als Jugend Trainer beim FC RW Salem tätig.